# ルウェンゾリ山地国立公園
ルウェンゾリ山地国立公園は、コンゴ民主共和国との国境付近に広がる、ウガンダの国立公園。その名の通り、ルウェンゾリ山地（最高峰の標高5109m）の標高2100m以上を対象とする国立公園である。1941年に設定された森林保護区を前身とし、1991年に設定され、1994年にはユネスコの世界遺産に登録された。2008年にラムサール条約登録地にもなった。

## 地理
ルウェンゾリは、現地のバコンジョ人の言葉で「雪を戴いた山」を意味する。その名の通り、アフリカでは3つしかない万年雪を戴く山地である。あと二つはアフリカ最高峰のキリマンジャロ山と第二位のケニア山であり、ナイル川の源流とも云われる、標高 5,109 メートルのルウェンゾリ山にはアフリカ第3位のマルガリータ山頂がある。
ルウェンゾリ山地自体は死火山だが、ヴィルンガ山地とつながっている。このため、ルウェンゾリ山地国立公園は、コンゴ民主共和国のヴィルンガ国立公園に隣接している。

## 動物相・植物相
標高 3,000 メートルの高地にはたくさんの奇妙な樹木が生えている。枝のそこかしこについている丸いものは苔のかたまりである。ここは湿度 100 パーセントの霧の森である。この付近は海から吹き付ける暖かい風が上昇するうちに冷やされ、毎日のように霧に覆われる。そのため、霧に適応した草花、ヘリクリサムが生息している。霧に覆われている時は花弁を閉じ、太陽が顔を出すと急いで花弁を開く。
高さ12 メートル のアズマザサ属のササや高さ10 メートルのエリカ・トリメラ（＝Erica trimera。Philippia trimeraとも）、ジャイアントロベリア、ジャイアントセネシオ、エイジュなどの巨大樹木をはじめとする75種の樹木が見られる。標高 4,000 メートルでは普通は背を低くして風をやり過ごす高山植物のセネシオやロベリアが巨大化し、それぞれジャイアントセネシオ、ジャイアントロベリアになっている。高さは 5～6 メートルにもなり、寒さに耐える為に綿毛で樹木を覆っている。4,000 メートルの高地では、赤道直下とはいえ、夜は氷点下になり、植物は霜に覆われる。しかし、日が昇ると気温は20℃まで急上昇していく。巨大高山植物は、太陽の恵みを最大限に利用する仕組みを持っている。それは大きな茎の中の空洞である。中の空気を昼間の太陽の熱で暖めておくことで、夜に襲ってくる寒さに耐えるのである。巨大化したのはこの空間を大きくするためだったのである。
この地に生息する動物には、ルウェンゾリトガリネズミ、ロエストモンキー（オナガザルの仲間、「ロエストグエノン」ともいう）、アルバーティーンキクガシラコウモリ、アヌビスヒヒ、シロサイ、マルミミゾウ、チンパンジー（ケナガチンパンジー）、ルウェンゾリダイカー（ズグロダイカーの亜種の可能性がある）、セネシオの葉っぱが主食のミナミキノボリハイラックスなどの哺乳類やセネシオの幹に巣を作るザイールゴシキタイヨウチョウとコンゴゴシキタイヨウチョウなどのタイヨウチョウ科の鳥類がいる。巣は巨大植物から集めてきた綿毛で覆っている。タイヨウチョウはロベリアの蜜を吸うことで受粉の手伝いもしている。この高地では花粉を運んでくれる昆虫はほとんどいない為、セネシオに守られたタイヨウチョウだけが高山植物たちの繁殖を助けてくれている。魚類もコイ科のLabeobarbus ruwenzoriiが見られる。

## 世界遺産

### 登録基準
この世界遺産は世界遺産登録基準のうち、以下の条件を満たし、登録された（以下の基準は世界遺産センター公表の登録基準からの翻訳、引用である）。
- (7) ひときわすぐれた自然美及び美的な重要性をもつ最高の自然現象または地域を含むもの。
- (10) 生物多様性の本来的保全にとって、もっとも重要かつ意義深い自然生息地を含んでいるもの。これには科学上または保全上の観点から、すぐれて普遍的価値を持つ絶滅の恐れのある種の生息地などが含まれる。

### 危機遺産登録
ウガンダでの内戦の影響で公園管理業務が麻痺したため、1999年から危機遺産リストに加えられた。政情の不安定さはあるものの、管理業務が復旧したことから、2004年に危機遺産リストからは除外された。